# Plectreurys tecate
Espèce
Plectreurys tecate est une espèce d'araignées aranéomorphes de la famille des Plectreuridae.

## Distribution
Cette espèce est endémique de Basse-Californie au Mexique,. Elle a été découverte à Tecate.

## Description
Le mâle holotype mesure 6 mm et la femelle 6,5 mm.

## Étymologie
Son nom d'espèce lui a été donné en référence au lieu de sa découverte, Tecate.

## Publication originale
- Gertsch, 1958 : The spider family Plectreuridae. American Museum Novitates, no 1920, p. 1-53 (texte intégral).